# Belgarda
Belgarda war ein Hersteller von Motorrädern und eine spätere Niederlassung des Unternehmens Yamaha mit Sitz in Lesmo, Italien.
Belgarda importierte und fabrizierte Motorräder. In früheren Zeiten unterhielt das Unternehmen einen Motorradrennstall, die Fahrzeuge waren allerdings nicht mit eigenen, sondern mit Yamaha-Motoren ausgestattet, so z. B. bei der Rallye Paris–Dakar. Von 1980 bis 2004 firmierte das Unternehmen unter dem Namen Belgarda. 2004 wurde es dann in Yamaha Motor Italia umbenannt.
Bekannt wurde der Name Belgarda durch die Herstellung und Mitentwicklung der Modelle TT 600 (ab 1993), BT 1100 Bulldog, SZR 660 und TZR 125.
Zum 1. Januar 2025 waren in Deutschland noch 5865 Belgarda-Krafträder zum Straßenverkehr zugelassen, was einem Anteil von 0,1 Prozent entspricht.